# Neil O’Donnell
Neil Kennedy O’Donnell (* 3. Juli 1966 in Morristown, New Jersey) ist ein ehemaliger US-amerikanischer American-Football-Spieler auf der Position des Quarterbacks. Er spielte für die Pittsburgh Steelers, die New York Jets, die Cincinnati Bengals und die Tennessee Titans in der National Football League (NFL).

## College
O’Donnell spielte von 1987 bis 1989 an der University of Maryland in College Park für die Maryland Terrapins. Noch heute befindet er sich in den Rekordbüchern dieses Colleges. In seiner Laufbahn konnten 387 seiner 558 Pässe gefangen werden, er erzielte mit seinen Pässen dabei einen Raumgewinn von 4989 Yards.

## Profilaufbahn
O’Donnell wurde in der NFL Draft 1990 von den Pittsburgh Steelers in der dritten Runde an 70. Stelle gezogen. Sein Coach gab O’Donnell allerdings zunächst keine Möglichkeit sich zu bewähren. Erst 1991 erhielt O’Donnell neben Bubby Brister Einsatzzeit, die Steelers zogen aber nicht in die Play-offs ein. 1992 wurde Bill Cowher als neuer Coach verpflichtet, er baute auf O’Donnell als Starting-Quarterback und erreichte mit ihm, unterstützt durch Runningback Barry Foster, der in diesem Jahr einen Raumgewinn von 1690 Yards erlaufen konnte, die Play-offs. Man scheiterte allerdings früh an den Buffalo Bills. In den nächsten Jahren wurden auch dank O’Donnells Leistungen immer wieder die Play-offs erreicht. Der große Erfolg blieb bis 1995 allerdings aus. 1995 konnten die Steelers im AFC Championship Game die Indianapolis Colts mit 20:16 besiegen und in den Super Bowl XXX gegen die Dallas Cowboys einziehen. Der Erfolg der Steelers lag neben ihrer überragenden Defense mit den Starspielern Greg Lloyd und Carnell Lake auch in der hervorragenden Zusammenarbeit von O’Donnell mit seinem Wide Receiver Yancey Thigpen, der immer wieder von ihm in Szene gesetzt werden konnte und in dieser Regular Season einen Raumgewinn von 1307 Yards erreichen konnte.
Im Super Bowl zeigten sich die Cowboys unter Coach Barry Switzer mit ihren Stars Troy Aikman und Emmitt Smith als überlegen, zumal O’Donnell, der ansonsten für seine Zuverlässigkeit bekannt war, einen rabenschwarzen Tag erwischt hatte und drei Interceptions warf. Das Spiel ging mit 27:17 verloren. Larry Brown, der zwei Pässe von O’Donnell abfangen konnte, wurde zum Super Bowl MVP gewählt.
Als Free Agent schloss sich O’Donnell 1996 den New York Jets an, obwohl er 1997 ein sehr gutes Jahr hatte, gelang ihm mit den Jets nicht der Einzug in die Play-offs. Auch bei den Cincinnati Bengals, für die er 1998 spielte, konnte er mit seinen persönlichen Statistiken überzeugen. Sein Quarterback Rating lag bei guten 90,2 Punkten, die Bengals verloren aber in diesem Jahr 13 ihrer 16 Spiele. 1999 wechselte D’Donnell als Ersatzspieler für Steve McNair zu den Tennessee Titans und zog mit dieser Mannschaft in den Super Bowl XXXIV gegen die St. Louis Rams ein. Das Spiel ging mit 23:16 verloren. O’Donnell bewies aber in der Regular Season, dass er ein vollwertiger Ersatz für McNair ist, und überzeugte erneut mit einem Rating von 87,6 Punkten. Nach weiteren vier Jahren als Ersatzquarterback bei den Titans beendete O’Donnell 2003 seine Laufbahn. Ein Angebot der Steelers aus dem Jahr 2004, für deren verletzten Quarterback Tommy Maddox einzuspringen, lehnte er ab.

## Ehrungen
O’Donnell spielte in einem Pro Bowl, dem Saisonabschlussspiel der besten Spieler einer Saison. Er gewann 1996 die Quarterback Challenge.

## Nach der Karriere
O’Donnell arbeitet für eine Firma, die Astro Turf herstellt, als Regionalvertreter für Tennessee.